# Telamonia hasselti
Telamonia hasselti är en spindelart som först beskrevs av Tord Tamerlan Teodor Thorell 1878.  Telamonia hasselti ingår i släktet Telamonia och familjen hoppspindlar. Inga underarter finns listade i Catalogue of Life.